# Zhang Xiaoyu
Zhang Xiaoyu, född 16 mars 1983, är en friidrottare från Kina. Hon deltog vid olympiska sommarspelen 2004.